# Liste der Biografien/Merl
Liste der Biografien |
Portal Biografien |
Personensuche
# |
A |
B |
C |
D |
E |
F |
G |
H |
I |
J |
K |
L |
M |
N |
O |
P |
Q |
R |
S |
T |
U |
V |
W |
X |
Y |
Z |
?
 
Ma |
Mb |
Mc |
Md |
Me |
Mf |
Mg |
Mh |
Mi |
Mj |
Mk |
Ml |
Mm |
Mn |
Mo |
Mp |
Mq |
Mr |
Ms |
Mt |
Mu |
Mv |
Mw |
Mx |
My |
Mz
 
Mea–Mee |
Mef |
Meg |
Meh |
Mei |
Mej |
Mek |
Mel |
Mem |
Men |
Meo |
Mep |
Mer |
Mes |
Met |
Meu |
Mev |
Mew |
Mex |
Mey |
Mez
 
Mera |
Merb |
Merc |
Merd |
Mere |
Merf |
Merg |
Merh |
Meri |
Merj |
Merk |
Merl |
Merm |
Mern |
Mero |
Merr |
Mers |
Mert |
Meru |
Merv |
Merw |
Merx |
Mery |
Merz
Die Liste der Biografien führt alle Personen auf, die in der deutschsprachigen Wikipedia einen Artikel haben. Dieses ist eine Teilliste mit 112 Einträgen von Personen, deren Namen mit den Buchstaben „Merl“ beginnt.

## Merl
- Merl, Edmund Maria (1889–1968), deutscher Biologe
- Merl, Günther (* 1946), deutscher Bankmanager
- Merl, Harry (* 1934), österreichischer Psychoanalytiker, Arzt und Familientherapeut
- Merl, Heinrich (1940–2018), deutscher Jurist und Richter
- Merl, Monika (* 1979), deutsche Leichtathletin
- Merl, Robert (* 1991), österreichischer Orientierungsläufer
- Merl, Stephan (* 1947), deutscher Historiker
- Merl, Thomas (* 1992), deutscher Eishockeyspieler
- Merl, Volkert (* 1944), deutscher Autorennfahrer

### Merla
- Merla, Joan, katalanischer Kunstschreiner und Bildhauer
- Merlan, Kate (* 1987), deutsche Reality-TV-Teilnehmerin und ein Tattoo-ModelKate Merlan (* 1987)

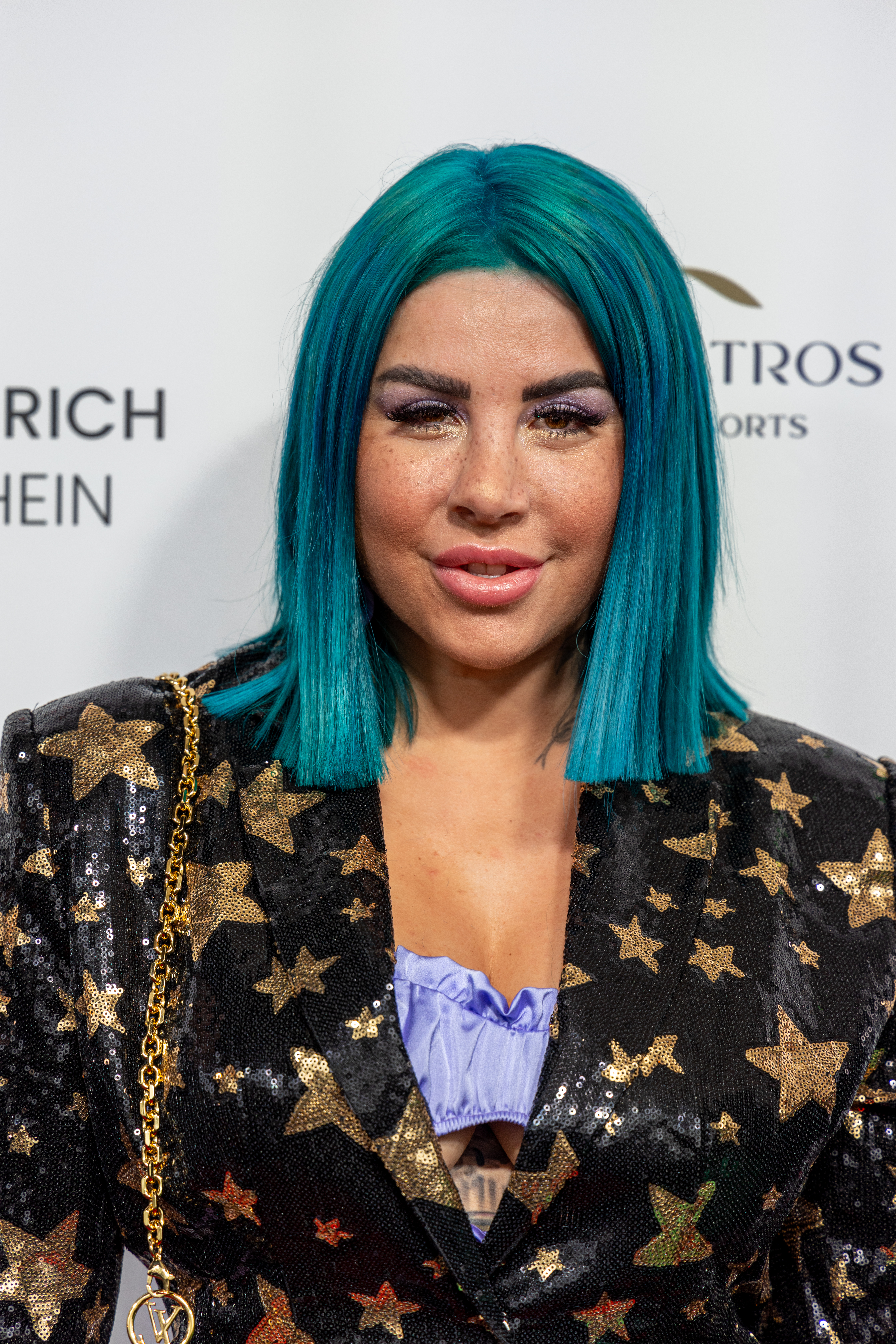
Kate Merlan (* 1987)

- Merlan, Philip (1897–1968), österreichisch-amerikanischer Philosophiehistoriker
- Merländer, Kurt (1898–1980), deutsch-US-amerikanischer Wirtschaftsjurist und Buchantiquar
- Merländer, Richard (1874–1942), deutscher Unternehmer
- Merlano, Brigitte (* 1982), kolumbianische Hürdenläuferin
- Merlant, Noémie (* 1988), französische Schauspielerin, Drehbuchautorin und Filmregisseurin
- Merlat, Elie (1634–1705), französischer evangelischer Geistlicher und Hochschullehrer
- Merlat, Pierre (1911–1959), französischer Althistoriker
- Merlau, Günter (* 1967), deutscher Hörspielmacher, Produzent, Autor, Komponist, Sprecher und GeschäftsführerGünter Merlau (* 1967)

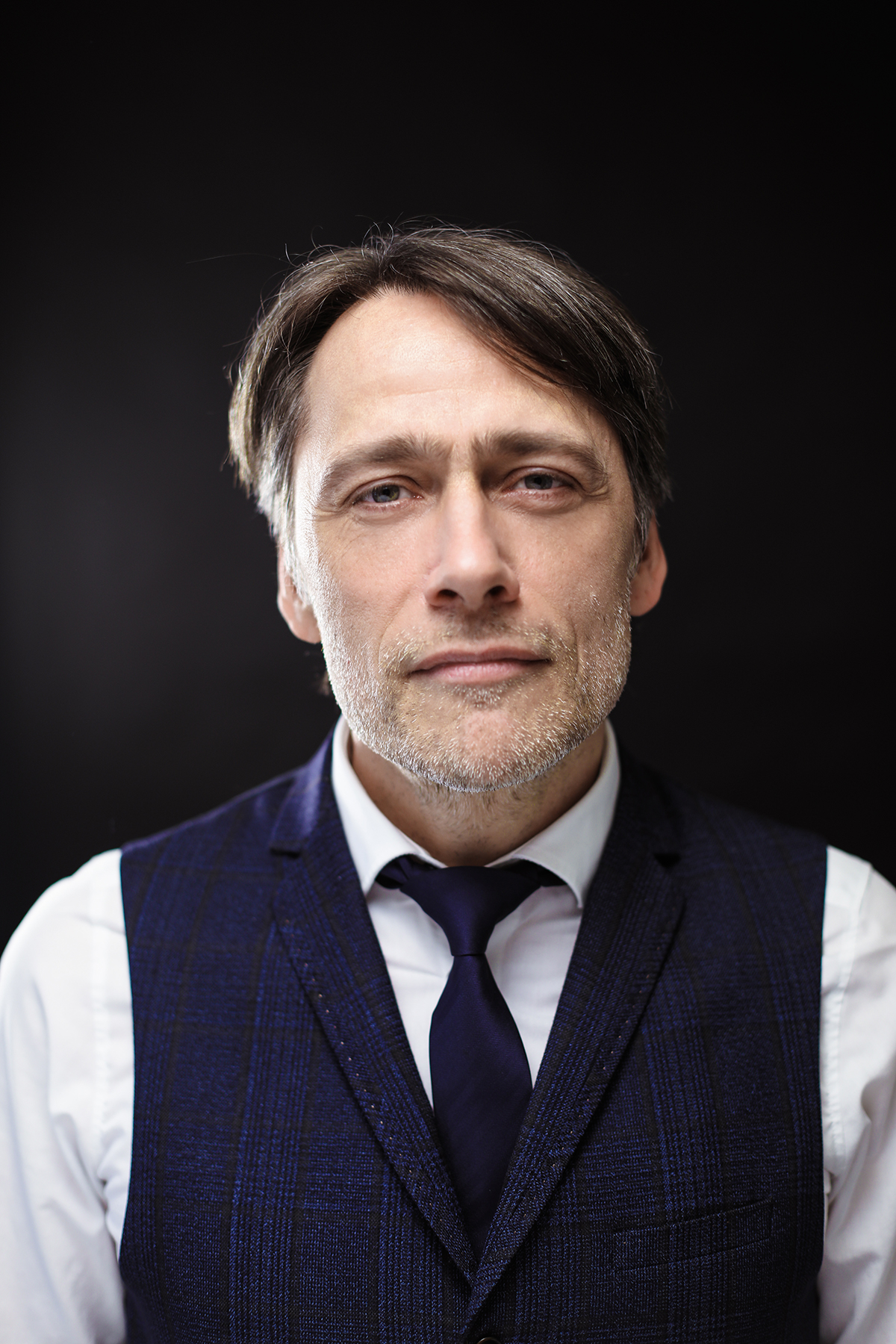
Günter Merlau (* 1967)

- Merlaw, Albert Otto von (1616–1679), württembergischer Oberhofmeister und Ephorus

### Merle
- Merle d’Aubigné, Jean-Henri (1794–1872), Schweizer reformierter Theologe und Kirchengeschichtler
- Merle d’Aubigné, Robert (1900–1989), französischer Orthopäde
- Merle, Audrey (* 1995), französische Triathletin
- Merle, Carole (* 1964), französische Skirennläuferin
- Merle, Célia (* 1999), französische Triathletin
- Merle, Christian Albert Anton von (1693–1765), katholischer Priester, Weihbischof von Worms (1734–1765)
- Merle, Clemens August von (1732–1810), Weihbischof in Köln
- Merle, Eugène (1884–1946), französischer Verleger
- Merle, Foucaud du († 1314), französischer Adliger, Marschall von Frankreich
- Merle, Frank (* 1962), französischer Mathematiker
- Merle, Kristin (* 1974), deutsche evangelische Theologin und Pfarrerin
- Merle, Maurice (1945–2003), französischer Jazzmusiker und Komponist
- Merle, Michael, deutscher Politiker (SPD), Bürgermeister von Butzbach
- Merle, Michel (* 1949), französischer Mathematiker
- Merle, Robert (1908–2004), französischer Schriftsteller und Romancier
- Merle, Vincent de Paul (1768–1853), französischer Trappist und Klostergründer, der in Kanada wirkte
- Merle, Werner (* 1940), deutscher Rechtswissenschaftler
- Merleau-Ponty, Maurice (1908–1961), französischer PhilosophMaurice Merleau-Ponty (1908–1961)

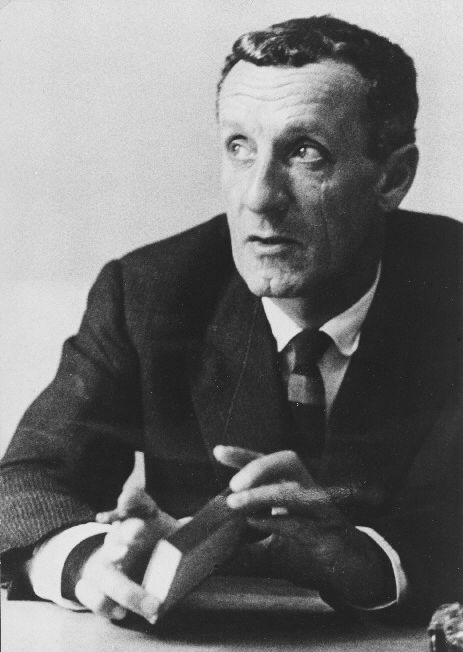
Maurice Merleau-Ponty (1908–1961)

- Merleker, Karl Friedrich (1803–1872), deutscher Gymnasiallehrer in Ostpreußen, Geograph und Regionalhistoriker
- Merleni, Iryna (* 1982), ukrainische Ringerin
- Merlet, Agnès (* 1959), französische Filmregisseurin
- Merlet, Erwin (1886–1939), österreichischer Mediziner, Alpinist und Maler
- Merlet, Jacques (1931–2014), französischer Musikjournalist und Orgel-Spezialist
- Merlet, Michel (* 1939), französischer Komponist und Musikpädagoge
- Merletti, Tiziana (* 1959), italienische Ordensschwester und Kurienbeamtin
- Merley, Louis (1815–1883), französischer Medailleur

### Merli
- Merli, Franco (1956–2025), italienischer Schauspieler
- Merli, Franz (* 1958), österreichischer Rechtswissenschaftler und Universitätsprofessor
- Merli, Maurizio (1940–1989), italienischer Schauspieler
- Merli, Sandro (1931–2001), italienischer Schauspieler
- Merlier, Melpo (1889–1979), griechische Musikwissenschaftlerin, Ethnologin und Neogräzistin
- Merlier, Octave (1897–1976), französischer Neogräzist
- Merlier, Tim (* 1992), belgischer RadrennfahrerTim Merlier (* 1992)

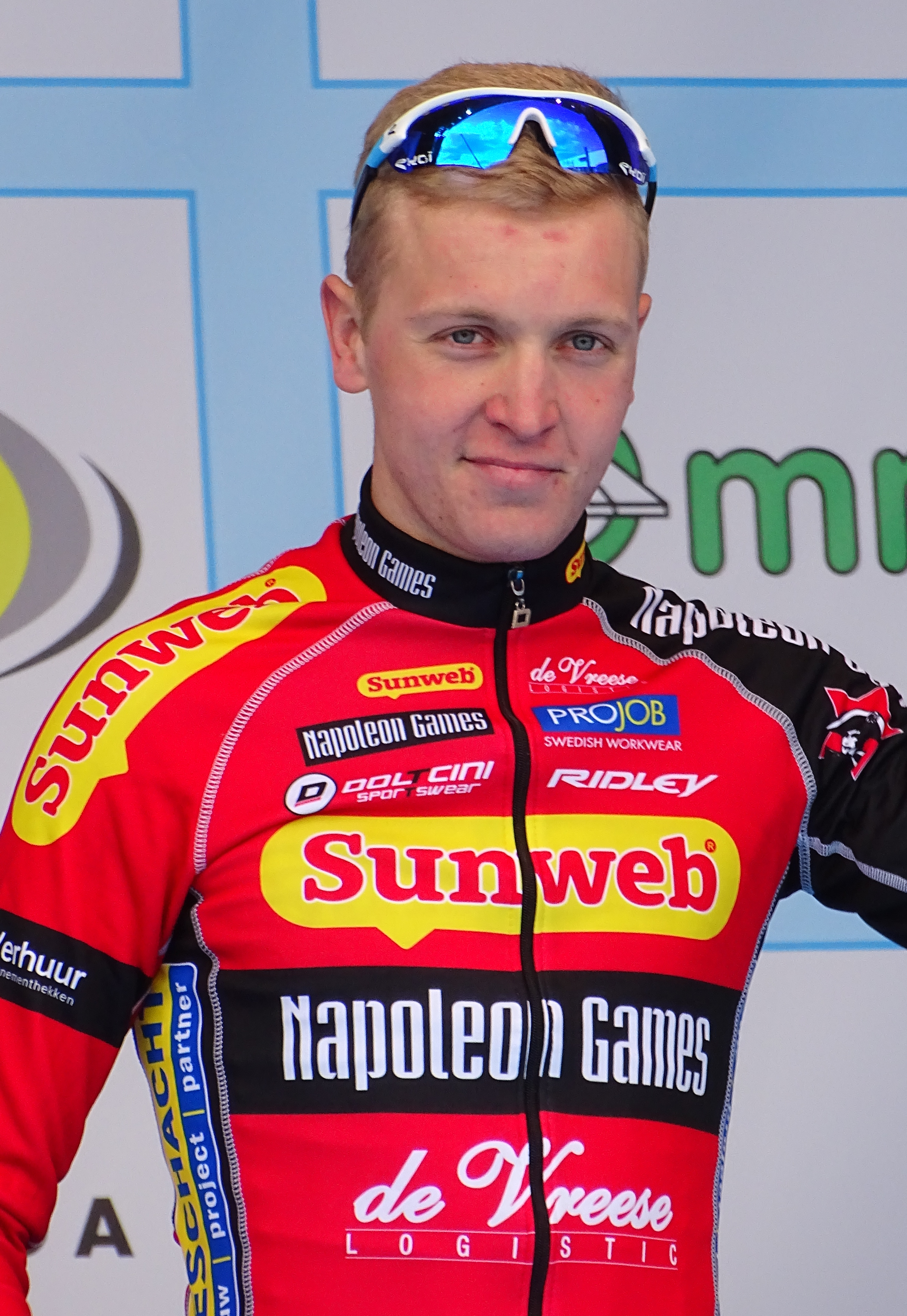
Tim Merlier (* 1992)

- Merlin de Thionville (1762–1833), französischer Revolutionär
- Merlin, Alessandra (* 1975), italienische Skirennläuferin
- Merlin, Alfred (1876–1965), französischer Archäologe
- Merlin, Aramis (* 1991), deutscher Schauspieler, Synchronsprecher, Stuntman, Webvideoproduzent und Opernsänger
- Merlin, Arnaud (* 1963), französischer Musikjournalist und Autor
- Merlin, Barbara (* 1972), italienische Skirennläuferin
- Merlin, Claudine (1929–2014), französische Filmeditorin
- Merlin, Dino (* 1962), bosnischer Sänger und Produzent
- Merlin, Émile (1875–1938), belgischer Mathematiker und Astronom
- Merlin, Gerald (1884–1945), britischer Sportschütze
- Merlin, Jan (1925–2019), US-amerikanischer Schauspieler und Drehbuchautor
- Merlin, Jean-Claude (* 1954), französischer Informatiker und Amateurastronom
- Merlin, Jean-Joseph (1735–1803), Konstrukteur im Bereich der Feinmechanik, Instrumentenbauer und Erfinder des Rollschuhs
- Merlin, Joanna (1931–2023), US-amerikanische Schauspielerin und Casting-Regisseurin
- Merlin, Kerstin (* 1978), deutsche Künstlerin
- Merlin, Laurent (* 1984), französischer Fußballspieler
- Merlin, Lina (1887–1979), italienische sozialistische Politikerin und Resistenzakämpferin
- Merlin, Martial (1860–1935), französischer Kolonialadministrator
- Merlin, Philippe-Antoine (1754–1838), französischer Politiker
- Merlin, Quentin (* 2002), französischer FußballspielerQuentin Merlin (* 2002)

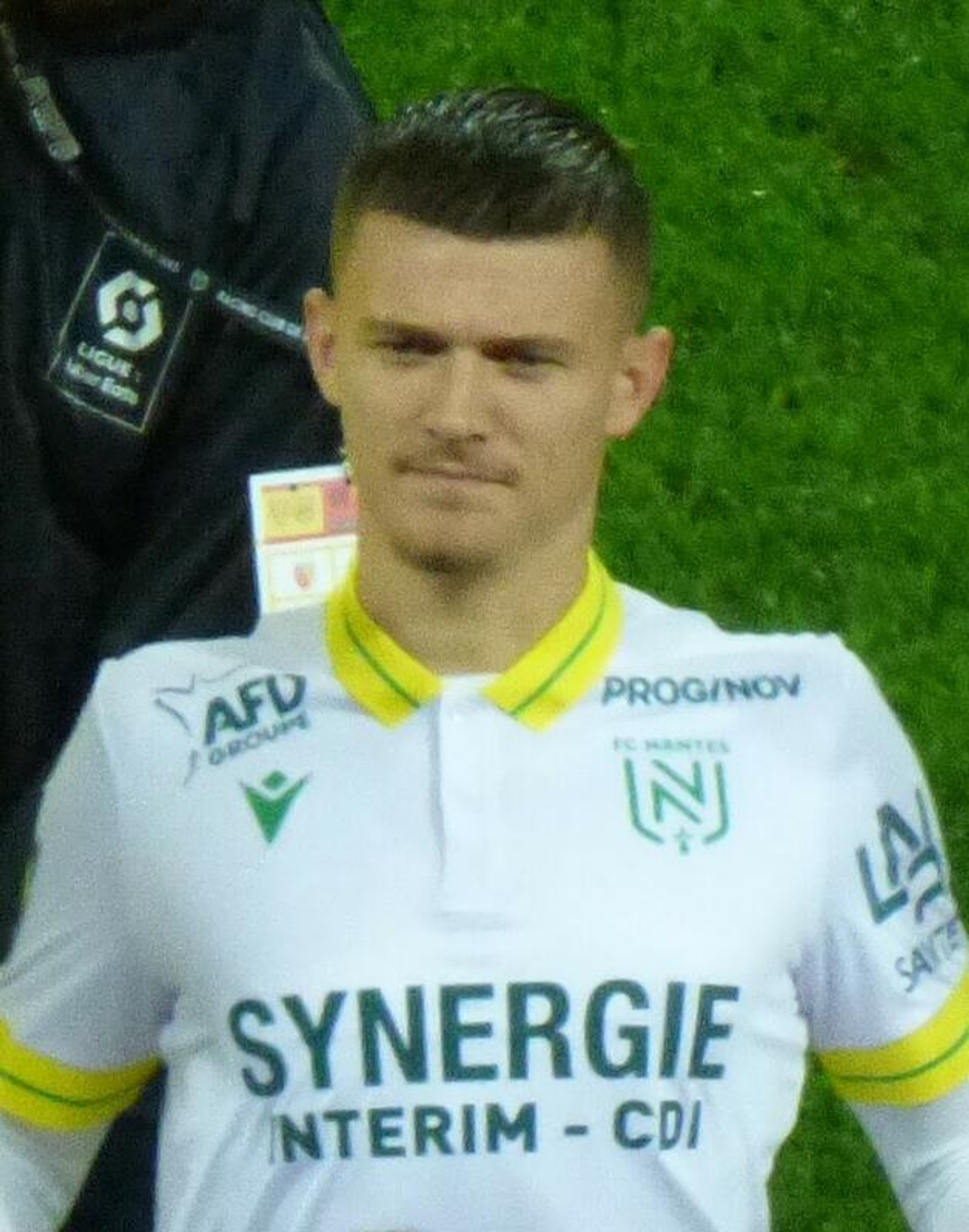
Quentin Merlin (* 2002)

- Merlin, Serge (1932–2019), französischer Filmschauspieler
- Merlin, Shmuel (1910–1994), israelischer Zionist und Politiker
- Merlin, Sidney (1856–1951), britischer Botaniker und Sportschütze
- Merlin, Umberto (1885–1964), italienischer Politiker, Mitglied der Abgeordnetenkammer, Senator und Minister
- Merling, Georg (1856–1939), deutscher Chemiker
- Merling, Paul (1895–1945), deutscher Bildhauer
- Merlini, Domenico (1730–1797), italienisch-polnischer Architekt des Klassizismus
- Merlini, Giovanni (* 1962), Schweizer Politiker (FDP)
- Merlini, Marisa (1923–2008), italienische Schauspielerin
- Merlini, Milinka (1929–1996), französische Schachspielerin
- Merlino, Francesco Saverio (1856–1930), italienischer Anarchist und Jurist
- Merlino, Gabriel (* 1977), argentinischer Bandoneonist
- Merlino, Joey (* 1962), US-amerikanischer Mobster
- Merlino, Salvatore (1939–2012), italienisch-amerikanischer Mobster
- Merlis, Mark (1950–2017), US-amerikanischer Autor

### Merlo
- Merlo de la Fuente, Luis, spanischer Jurist, Interimsgouverneur von Chile
- Merlo, Adrian (* 1957), Schweizer Neurochirurg
- Merlo, Aimé (1880–1958), französischer Schriftsteller, Historiker und Kunstkritiker
- Merlo, Alida V. (* 1949), US-amerikanische Kriminologin und Hochschullehrerin
- Merlo, Beatrice (* 1999), italienische Fußballspielerin
- Merlo, Cindy (* 1998), Schweizer Squashspielerin
- Merlo, Claudio (* 1946), italienischer Fußballspieler, -trainer und -funktionär
- Merlo, Clemente (1879–1960), italienischer Sprachwissenschaftler, Romanist und Dialektologe
- Merlo, Fermín (* 1992), argentinischer Jazzmusiker (Schlagzeug, Vibraphon)
- Merlo, Gastón (* 1985), argentinisch-vietnamesischer Fußballspieler
- Merlo, Hernán (* 1957), argentinischer Jazzmusiker (Kontrabass, Komposition)
- Merlo, Johann Jakob (1810–1890), deutscher Heimatforscher, Sammler und Dichter
- Merlo, Martina (* 1993), italienische Hindernisläuferin
- Merlo, Michele (* 1984), italienischer Straßenradrennfahrer
- Merlo, Mike (1880–1924), Präsident der Unione Siciliana
- Merlo, Pietro (1850–1888), italienischer Sprachwissenschaftler, Romanist und Altphilologe
- Merlo, Rick (* 1982), US-amerikanischer Wasserballspieler
- Merlo, Tecla (1894–1964), italienische Nonne, Ordensoberin und Ordensgründerin
- Merlo, Yoan (* 1985), französischer E-Sportler
- Merlo-Horstius, Jakob (1597–1644), deutscher römisch-katholischer Geistlicher und Theologe
- Merloni, Clelia (1861–1930), italienische römisch-katholische Ordensfrau und -gründerin, Selige
- Merlos, Andonis (* 1999), griechischer Hochspringer
- Merlos, Juan Alberto (1945–2021), argentinischer Radrennfahrer
- Merlot, Joseph (1886–1959), belgischer Politiker